# La Talaia (Tivissa)
La Talaia és una muntanya de 422 metres que es troba al municipi de Tivissa, a la comarca catalana de la Ribera d'Ebre.